# Malik Chibane
Pour les articles homonymes, voir Chibane.
 (juin 2025).
Si vous disposez d'ouvrages ou d'articles de référence ou si vous connaissez des sites web de qualité traitant du thème abordé ici, merci de compléter l'article en donnant les références utiles à sa vérifiabilité et en les liant à la section « Notes et références ».
Malik Chibane est un réalisateur, scénariste et producteur de cinéma français né le 10 mars 1964 à Saint-Vallier (Drôme).

## Biographie
Né dans la Drôme, il a trois ans lorsque ses parents déménagent à Goussainville. En 1985, il travaille comme éclairagiste au théâtre de la Porte-Saint-Martin. Il reçoit un diplôme d'organisateur d'événements culturels pour ses activités au sein de l'association qu'il fonde, IDRISS. C'est alors qu'il écrit sa première fiction qu'il tournera avec peu de moyen au format 16 mm, Hexagone, un film relatant la vie d'une famille immigrée arabe. Le film est transféré sur un support en 35 mm à l'aide de subventions et il sort dans les salles en 1994.
Malik Chibane poursuit sa carrière en écrivant et dirigeant Douce France (1995), Nés quelque part (téléfilm, 1997), Voisins, voisines (2005), Le Choix de Myriam (téléfilm en deux parties, 2008).

## Filmographie

### Cinéma
- 1994 : Hexagone
- 1995 : Douce France
- 2005 : Voisins, voisines
- 2011 : Pauvre Richard
- 2016 : Les Enfants de la chance
- 2024 : Ma part de Gaulois

### Télévision
- 1998 : Nés quelque part
- 2009 : Le Choix de Myriam
- 2011 : Furieuse

### Documentaires
- 2002 : Le Policier et les députés musulmans (diffusé sur Arte le 11 juin 2002)
- 2002 : La France black, blanc, beur, sauf en politique (diffusé sur Arte le 11 juin 2002)